# یوسف پوریا
یوسف پوریا (زاده ۱۰ فروردین ۱۳۱۸) نوازنده تار و از سازندگان به نام این ساز در ایران است. وی از شاگردان رضا وهدانی بوده و برای نوآوری و بهبود شیوه ساخت تار با هنرمندانی چون اسدالله حجازی، حسین علیزاده، محمدرضا لطفی تبادل نظر داشته‌است.

## زندگی‌نامه هنری
یوسف پوریا در دهم فروردین سال ۱۳۱۸ در شهرستان مراغه متولد شد.
پدرش میرزا علی اکبر حجار بود که گاهی مجسمه‌های سنگی می‌ساخت. پوریا در سن ده سالگی به همراه خانواده به تهران آمد و دیپلم خود را در رشته ریاضی در دبیرستان خوارزمی دریافت کرد. در سال ۱۳۵۴ به هنرستان موسیقی ملی رفت و در آنجا به فراگیری نواختن ساز پرداخت. وی در همین مکان با راهنمایی استاد رضا وهدانی، ساخت تار را آغاز کرد.
این سازنده قدیمی تار، تا سال ۱۳۶۶ با هنرمندانی چون حجازی، حسین علیزاده، محمدرضا لطفی و اصغر کرد بچه، به بحث و تبادل نظر دربارهٔ ساخت تار و صدا دهی آن مشغول بود تا بتواند بهترین و مقبول‌ترین تارها را ارائه کند.
پوریا همچنین به واسطه راهنمایی‌های سلیمان روح‌افزا که از نوازندگان تار بود و دوستی نزدیکی با استاد یحیی داشت، از برخی تکنینک‌ها و نظرات استاد یحیی دربارهٔ تارسازی با خبر شد و آن‌ها را به کار گرفت. آموختن این تکنیک‌ها به پوریا در ساخت تار کمک زیادی کرد و هم‌اکنون الگوی تارهای وی بر اساس تارهای یحیی می‌باشد.
پوریا هم‌زمان با فعالیت در زمینهٔ ساخت تار به آموختن آکادمیک موسیقی پرداخت و در کلاس‌های هنرستان موسیقی ثبت نام کرد و تحصیلات خود را به پایان رساند.

## نوآوری‌ها
وی بعد از ساخت چند تار شروع به ساختن سازهای یک تکه کرد. او در طول مدت تار سازی اش نوزده تار یک تکه ساخته‌است. سال ۱۳۵۵ وی طی آشنا با رئیس کارگاه حفظ و اشاعه موسیقی و به پیشنهاد او از ساخت تارهای یک تکه که ساختشان بسیار دشوار بود و زمان زیادی طول داشت، دست کشید و به ساخت تارهای دو تکه با الگوی یحیی پرداخت.

## افتخارات
- اخذ مدرک و نشان درجه یک هنری از پژوهشکده هنرهای سنتی سازمان میراث فرهنگی، سال 1383.[۵]
- عضویت کانون سازندگان ساز خانه موسیقی و ریاست سنی این کانون[۶]
- لوح و تندیس خانه موسیقی در جشن تقدیر از هنرمندان پیشکسوت[۷]
- آیین تجلیل از یوسف پوریا (سازنده تار) با حضور هنرمندانی مانند حسین علیزاده در فرهنگ‌سرای ارسباران، پنجم دی ماه1389[۸][۹][۱۰]
- عضویت در مؤسسه هنرمندان پیشکسوت[۱۱]